# Léonard III Limosin
Léonard III Limosin ou Joseph, est un peintre émailleur français du XVIIe siècle, né entre 1606 et 1615 à Limoges, mort après 1666.

## Biographie
On sait peu de chose sur cet émailleur, sauf qu'il est nommé parmi les héritiers du grand Léonard I. On suppose qu'il est l'arrière-neveu de celui-ci et fils de Léonard II. Le Musée du Louvre possède deux salières signées de cet artiste.

Son style semble, comme celui d'autres membres de sa famille,  être influencé par celui des Decourt. Il modèle ses figures, exagérément allongées, par hachures en bistre roux. Il abuse un peu, comme les émailleurs de son temps, des rehauts d'or et des paillons sous les vêtements des personnages.

Parmi ses œuvres classées, on mentionne deux salières en pied-douche, à six pans, base et faîte circulaires, au Musée du Louvre et à Amsterdam.